# Синхротрон

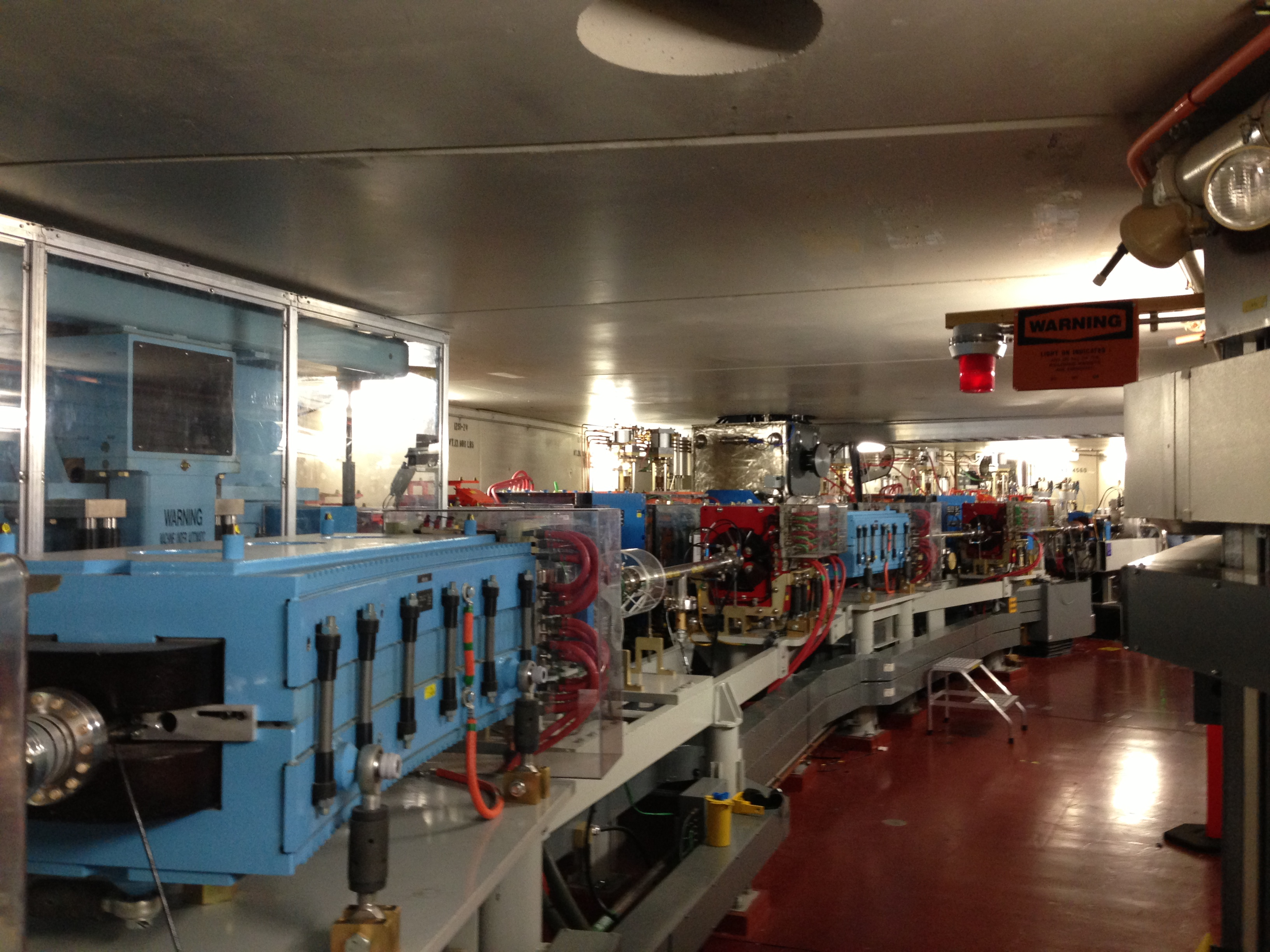
Фрагмент электронного синхротрона ALS (Advanced Light Source), Беркли

Синхротро́н (от «синхронизация» + «электрон») — один из типов резонансных циклических ускорителей. Характеризуется тем, что в процессе ускорения частиц орбита пучка остаётся постоянного радиуса, а ведущее магнитное поле поворотных магнитов, определяющее этот радиус, возрастает во времени. Кроме того, остаётся постоянной частота ускоряющего электрического поля (в отличие от синхрофазотрона). Понятно, что для пучков ультрарелятивистских частиц период обращения определяется только длиной орбиты, и поскольку она не изменяется, то нет необходимости изменять частоту электрического поля. Поэтому все резонансные циклические ускорители лёгких частиц (электронов и позитронов), а также высокоэнергетические протонные и ионные машины, такие как LHC и Тэватрон — это синхротроны. В синхротроне достигнуты энергии около 6,5 ТэВ для протонов (LHC) и более 100 ГэВ для электронов (LEP). Дальнейшее повышение энергии в электронных синхротронах требует сильного увеличения их размеров вследствие огромных потерь энергии на излучение. Потеря энергии за один оборот пропорциональна 4-й степени энергии частиц: W ~ E4/R.

## Принципиальное устройство синхротрона
Синхротрон представляет собой электровакуумную установку с приблизительно кольцевой вакуумной камерой, в которой частицы ускоряются до скорости, близкой к скорости света, а стоящие на их пути мощные электромагниты задают траекторию их движения. В вакуумной камере постоянно поддерживается сверхвысокий вакуум (порядка 10−9 Торр и выше), чтобы избежать рассеяния частиц пучка на атомах остаточного газа. Синхротрон действует по резонансному принципу ускорения, то есть циркулирующий сгусток частиц попадает в ускоряющее электрическое поле ВЧ-резонатора всегда в одной и той же фазе, и частицы получают небольшую порцию энергии, много меньшую, чем уже имеющаяся у них кинетическая энергия. Ускорение частиц происходит за счёт многократного пролёта (~106 раз в секунду) через ускоряющую секцию. Вывод излучения из специализированных источников синхротронного излучения осуществляется через экспериментальные станции.